# König Motor
König Motor ist ein deutscher Sensations-Stummfilm aus dem Jahr 1915 von Georg Jacoby.

## Handlung
Ein Ingenieur hat einen sensationellen Motor von gewaltiger Stärke konstruiert, der vor allem für die Schifffahrt von großem Interesse ist. Eine bedeutsame Werft erwirbt die technische Neuerung und will ihn sie in ihr neuestes Schiff einbauen. Doch es gibt Neider, und so versucht ein Konkurrent mit seiner Tochter kurz vor dem Stapellauf den Motor der Konkurrenz zu beschädigen oder gar zu zerstören. Der Schurke schleicht sich auf die Werft und begibt sich auf den von seiner Tochter gesteuerten Kran, um von dort sein Zerstörungswerk zu beginnen. Dabei werden beide von der Schwester des Ingenieurs ertappt, die daraufhin selbst auf den Kran klettert und sich mit der Tochter des Bösewichts in luftiger Höhe einen Zweikampf liefert. Dabei stürzt der Saboteur in die Tiefe, und der hinterhältige Anschlag kann im letzten Moment vereitelt werden.

## Produktionsnotizen
König Motor entstand im Union-Atelier in Berlin-Tempelhof sowie mit Erlaubnis der deutschen Admiralität auf den Bremer Schiffswerften. Der Vierakter passierte im August 1915 die Filmzensur und erhielt Jugendverbot. Auf der Wiener Filmschau wurde der Streifen am 6. September 1915 erstmals präsentiert. Seine Länge betrug rund 1400 Meter. Massenstart in Wien war am 14. Januar 1916.

## Kritik
„Die Firma Engel hat eben von der Union ein groß angelegtes stellenweise geradezu gigantisch wirkendes Sensationsdrama „König Motor“ erworben, das auf dem Gebiete jener Sensationsfilms, die die modernen Riesenmittel der Technik in ihren Dienst stellen, als eines der hervorragendsten gelten kann. (…) Einzelne Szenen des Films sind geradezu meisterhaft wiedergegeben und bieten anschauliche Bilder des Höhenfluges menschlichen Erfindungsgeistes und seiner Verwertung durch die starke deutsche Industrie. Insbesonders im letzten Akte, der auf der Werft spielt, entwickeln sich Szenen von geradezu überwältigender Wirkung. (…) Das Bild der beiden kämpfenden Frauen auf der Spitze des Krans ist wohl das aufregendste, das bis jetzt im Film geschaffen wurde, dabei aber eine Szene von gigantischer Schönheit, die umso mehr wirkt, da es dem Operateur gelungen ist, das Gesamtbild der Werft in das Filmbild zu zwingen. „König Motor“ kann somit als eines der bemerkenswertesten Filmwerke der jüngsten Zeit bezeichnet werden.“